# Forum Oświatowe
Forum Oświatowe – naukowe czasopismo recenzowane z zakresu pedagogiki i związanych z nią dziedzin humanistyki i nauk społecznych. Półrocznik, wydawany zgodnie z założeniami polityki Open Access, pełne teksty udostępniane są na stronie internetowej. Funkcjonuje w oparciu o dedykowaną platformę do zarządzania procesem wydawniczym Open Journal Systems.

## Historia
Czasopismo ukazuje się od 1989 r. Początkowo wydawane przez Polskie Towarzystwo Pedagogiczne. Od 2006 r. współwydawcą jest Dolnośląska Szkoła Wyższa. 
Do numeru pierwszego w 2012 r. ukazuje się w formie papierowej, później wydawane jako czasopismo hybrydowe, dostępne w formę papierowej i elektronicznej. 
Redaktorzy naczelni:
- 1989-2011 — prof. Zbigniew  Kwieciński
- od 2012 r. — dr hab. Bogusława Dorota Gołębniak, prof. DSW